# Trizac
Trizac ist eine französische Gemeinde mit 449 Einwohnern (Stand: 1. Januar 2022) im Département Cantal in der Region Auvergne-Rhône-Alpes; sie gehört zum Arrondissement Mauriac und zum Kanton Riom-ès-Montagnes. Die Einwohner werden Trizacois genannt.

## Geographie
Trizac liegt etwa 37 Kilometer nordnordöstlich von Aurillac im Regionalen Naturpark Volcans d’Auvergne. Hier entspringt das Flüsschen Violon, das zur Sumène entwässert. Nachbargemeinden von Trizac sind Le Monteil im Norden, Menet im Nordosten, Valette im Osten, Collandres im Südosten, Saint-Vincent-de-Salers im Süden, Moussages im Westen und Südwesten sowie Auzers im Nordwesten.

## Bevölkerung
| Jahr                       | 1962 | 1968 | 1975 | 1982 | 1990 | 1999 | 2006 | 2011 | 2016 |
| -------------------------- | ---- | ---- | ---- | ---- | ---- | ---- | ---- | ---- | ---- |
| Einwohner                  | 1225 | 1221 | 1070 | 921  | 754  | 657  | 576  | 511  | 519  |
| Quellen: Cassini und INSEE |      |      |      |      |      |      |      |      |      |

## Sehenswürdigkeiten
- Kirche Saint-Beauzire aus dem 12. Jahrhundert

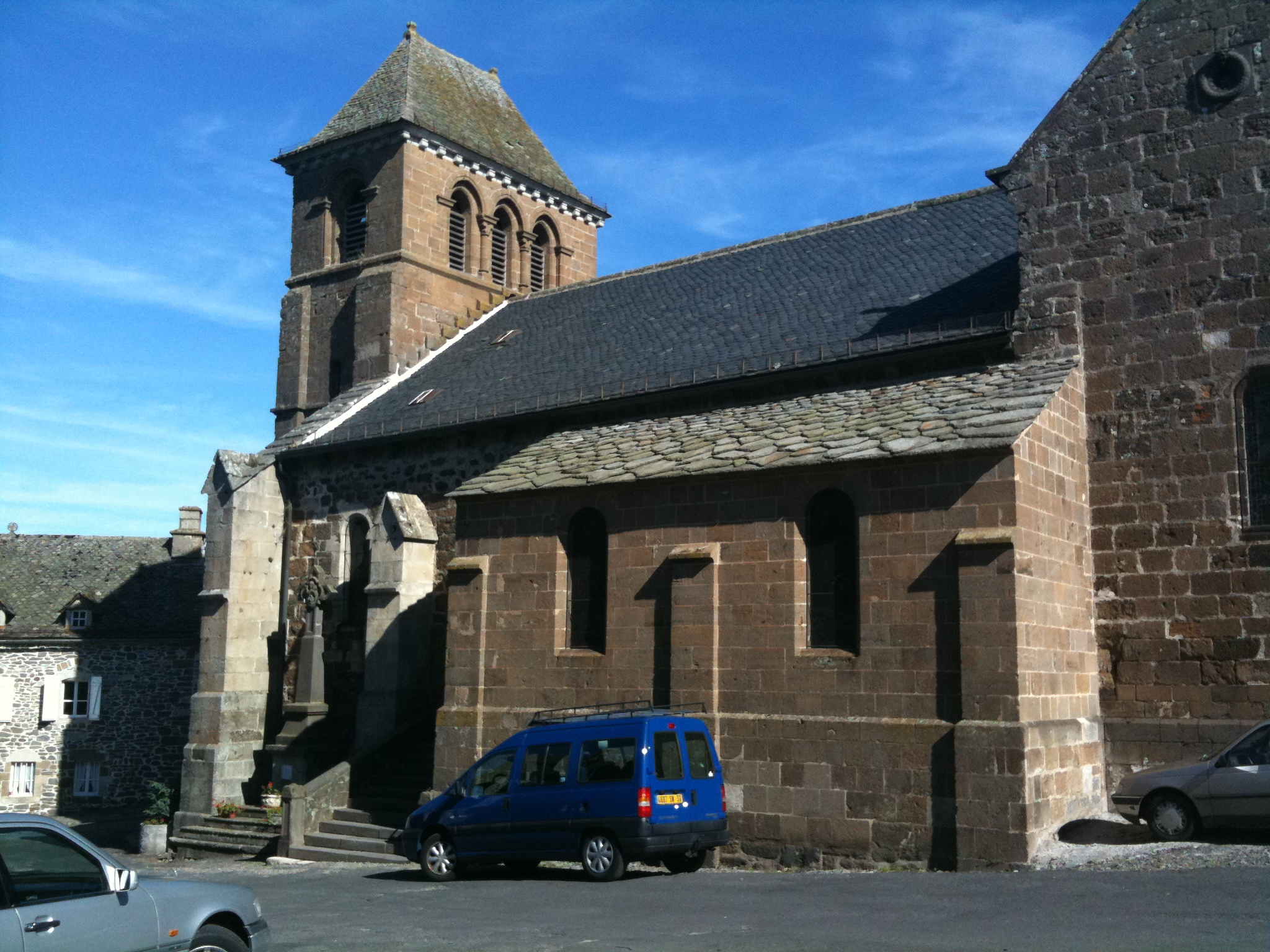
Kirche Saint-Beauzire